# Estadi de Gran Canària
L'Estadi de Gran Canària és una instal·lació esportiva multiusos de Las Palmas de Gran Canaria, a les illes Canàries. És propietat de l'Ajuntament de la ciutat i hi disputa els seus partits com a local la Unión Deportiva Las Palmas.
L'estadi té capacitat per a 31.250 espectadors i disposa de pistes d'atletisme. Es va inaugurar el 8 de maig de 2003 amb un partit entre la UD Las Palmas i el RSC Anderlecht, que va acabar amb el resultat de 2-1 a favor dels locals. La instal·lació es va construir per substituir l'estadi Insular, on jugava fins llavors l'equip.
Amb l'ascens de la UD Las Palmas a la primera divisió espanyola de futbol, va acollir partits de primera divisió per primer cop la temporada 2015-2016.